# Гідровулкан
Гідровулкани (піщані вулкани) — малодосліджене явище виверження артезіанської води під дією напору ґрунтових вод. Конусоподібні пагорби з водонасичених пісків, пливунів досягають в діаметрі 1 км і мають до 30 метрів у висоту.
Виявлені академіком Володимиром Опанасовичем Обручевим ще на початку XX століття під час геологічної експедиції по пустелях Середньої Азії.
Зустрічаються у пустелях — як джерела на піщаних пагорбах. Найбільше скупчення гідровулканів — у Казахстані північніше Аральського моря і річки Сирдар'ї, на східному краю Приаральських Каракумів у западині Минбулак («Тисяча джерел»).
Вода в гідровулканах холодна — не вище +17 °С.
Відомі також в Ірландії, невеликі (до 10 метрів) піщані вулкани неодноразово виникали при землетрусах на південь від Сан-Франциско в Каліфорнії, багато піщаних вулканів діаметром 100 м і заввишки 5 м (так звані «пагорби Дарвіна») виявлено на дні Атлантичного океану на захід від Британських островів на глибині 1 км.